# Robinson Sucroe
Robinson Sucroe ist eine französische Zeichentrickserie. Die Idee stammt von Claude Robinson, kopiert wurde diese von Christophe Izard. Produziert wurden 26 Folgen mit je etwa 25 Minuten Laufzeit.

## Handlung
Eigentlich ist Robinson Sucroe nur ein Putzmann, doch dann darf er auf eine – angeblich – einsame Insel ziehen. Als er ankommt, wird er gleich mit den Einwohnern bekannt gemacht. Als er viel Spaß hat, möchte sein Kollege Julius Hintertück ihn auffliegen lassen.

## Produktion und Veröffentlichung
Die Fernsehserie entstand 1995 bei CINAR, France Animation S.A., Ravensburger Film & TV und Videal GmbH nach Drehbüchern von Michel Haillard, Christophe Izard und Patrick Regnard. Die Musik stammt von Marvin Dolgay, Judith Henderson und Glenn Morley.
Die Erstausstrahlung begann am 17. Januar 1994 in Frankreich bei France 2. In Deutschland wurde die Serie erstmals 1995 von Nickelodeon gezeigt. Später wurde die Serie im Rahmen der Sendung Vampy auf RTL 2 wiederholt.